# Istočna pokrajina (Saudijska Arabija)
Istočna pokrajina  (arapski الشرقية Ash-Sharqīyah‎)  je jedna od 13 pokrajina u Saudijskoj Arabiji. 
Ovo je najveća saudijska pokrajina i u njoj je smještena većina proizvodnje nafte u državi. Graniči na Perzijskim zaljevom, Kuvajtom, Katarom, UAE, Omanom i Jemenom. Most kralja Fahda povezuje Istočnu pokrajinu s otočnom državom Bahrein.
Polovinu teritorija pokrajine zauzima nenaseljena pustinja Rub' al Khali. Glavni i ujedno najveći grad pokrajine je Dammam, glavna pomorska luka u državi s oko dva milijuna stanovnika.

## Vanjske poveznice
- Službene stranice (na arapskom)